# NGC 6227
NGC 6227 – chmura gwiazd znajdująca się w gwiazdozbiorze Skorpiona, zgrupowana wokół gwiazdy piątej wielkości SAO 227313 (HD 151804) znajdującej się na pierwszym planie. Jest to po prostu bogaty w gwiazdy rejon Drogi Mlecznej. Odkrył ją John Herschel 5 czerwca 1834 roku.